# Molasse

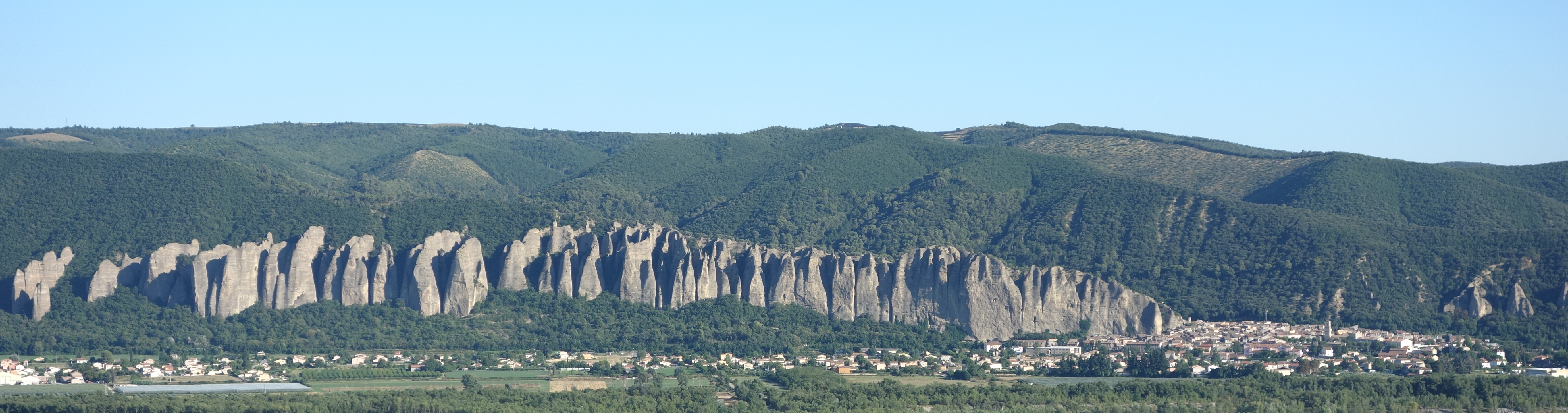
Felsformation aus Alpen-Molasse „Les Pénitents“ („Die Büßer“), bestehend aus einem Konglomerat, das an der Wende vom Miozän zum Pliozän im Vorland der Westalpen durch Flüsse abgelagert wurde. Plateau de Valensole, Département Alpes-de-Haute-Provence, Südost-Frankreich.

Molasse ist die Bezeichnung für Sedimente und Sedimentgesteine, die bei der Abtragung eines Faltengebirges (→ Orogen) ab einschließlich der letzten Phase seiner Bildung (Hebungsphase) bis zu seiner weitgehenden Einebnung zu einem Gebirgsrumpf entstehen. Molasse wird unterschieden von Flysch, der faktisch ausschließlich während der Gebirgsbildung zur Ablagerung kommt.

## Wortherkunft und Begriffsentwicklung
Der Begriff Molasse wurde 1779 von Horace-Bénédict de Saussure in die wissenschaftliche Literatur eingeführt. Der Begriff leitet sich womöglich von dem gleichlautenden französisch-schweizerischen Wort für sehr weich ab (dieses wurde bereits im 14. Jahrhundert verwendet und geht seinerseits auf lateinisch mollis ‚weich, mild‘ zurück). Der Begriff wurde dann 1789 von Gregor de Razumowski auf feinkörnige weiche Sandsteine im Vorland der Alpen angewandt, die an der freien Luft bei der Trocknung rasch aushärten. In der Westschweiz wurden auch Sandsteine als Molasse bezeichnet, aus denen man Mühlsteine (lateinisch: mola) herstellen konnte.
Später wurde der Name auf gleichartige Gesteine im gesamten nördlichen Vorland der Alpen ausgedehnt. Heute wird der Begriff weltweit für Sedimente verwendet, die sich überwiegend im Vorland des sich im Zuge seiner Gebirgsbildung (Orogenese) hebenden Gebirges (Orogen) ablagern und aus dem Erosionsmaterial des sich hebenden Gebirgskörpers herstammen.

## Entstehung und Gesteine

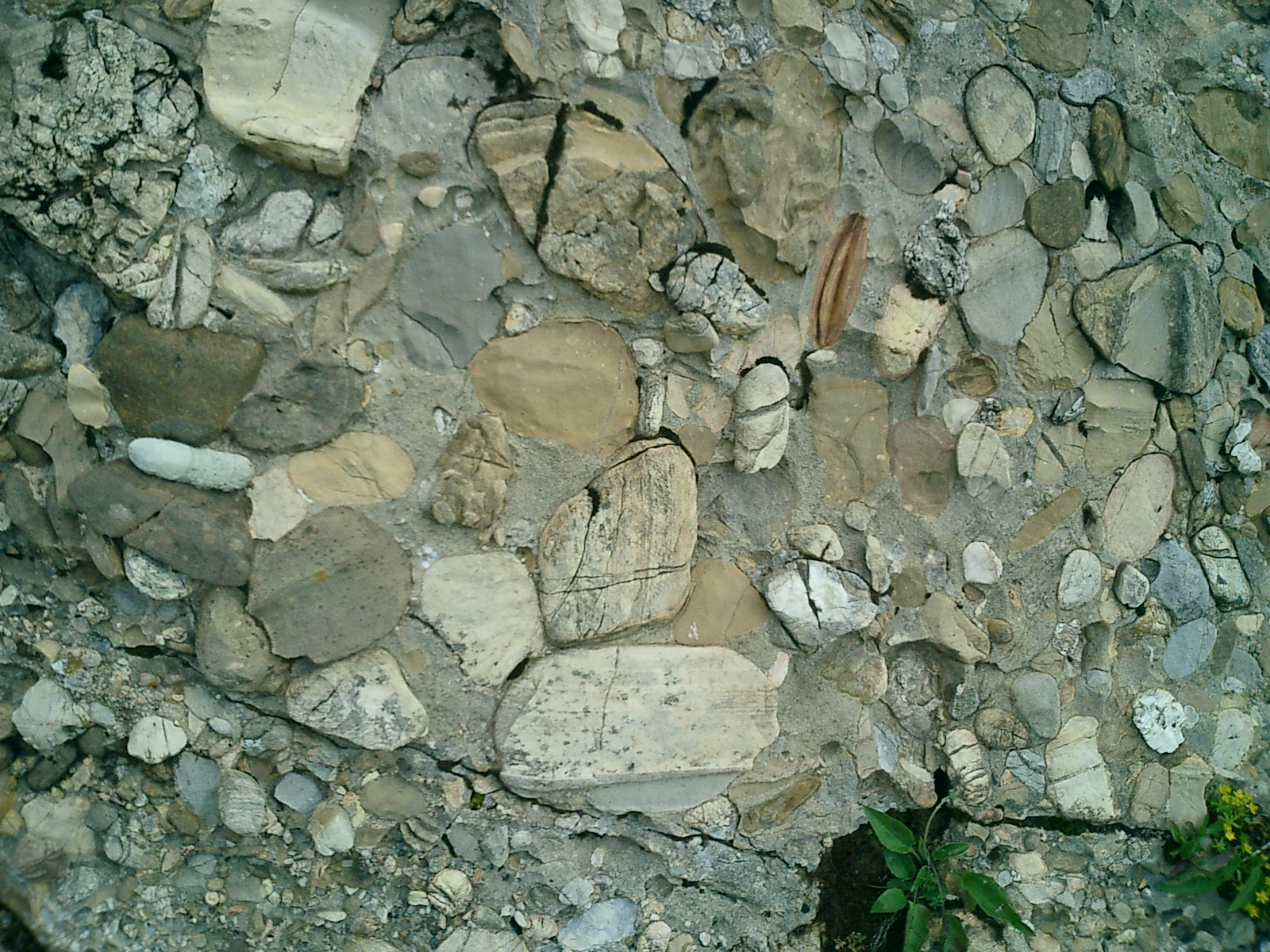
Miozäne Nagelfluh der Unteren Süßwassermolasse vom Speer in den Schweizer Voralpen

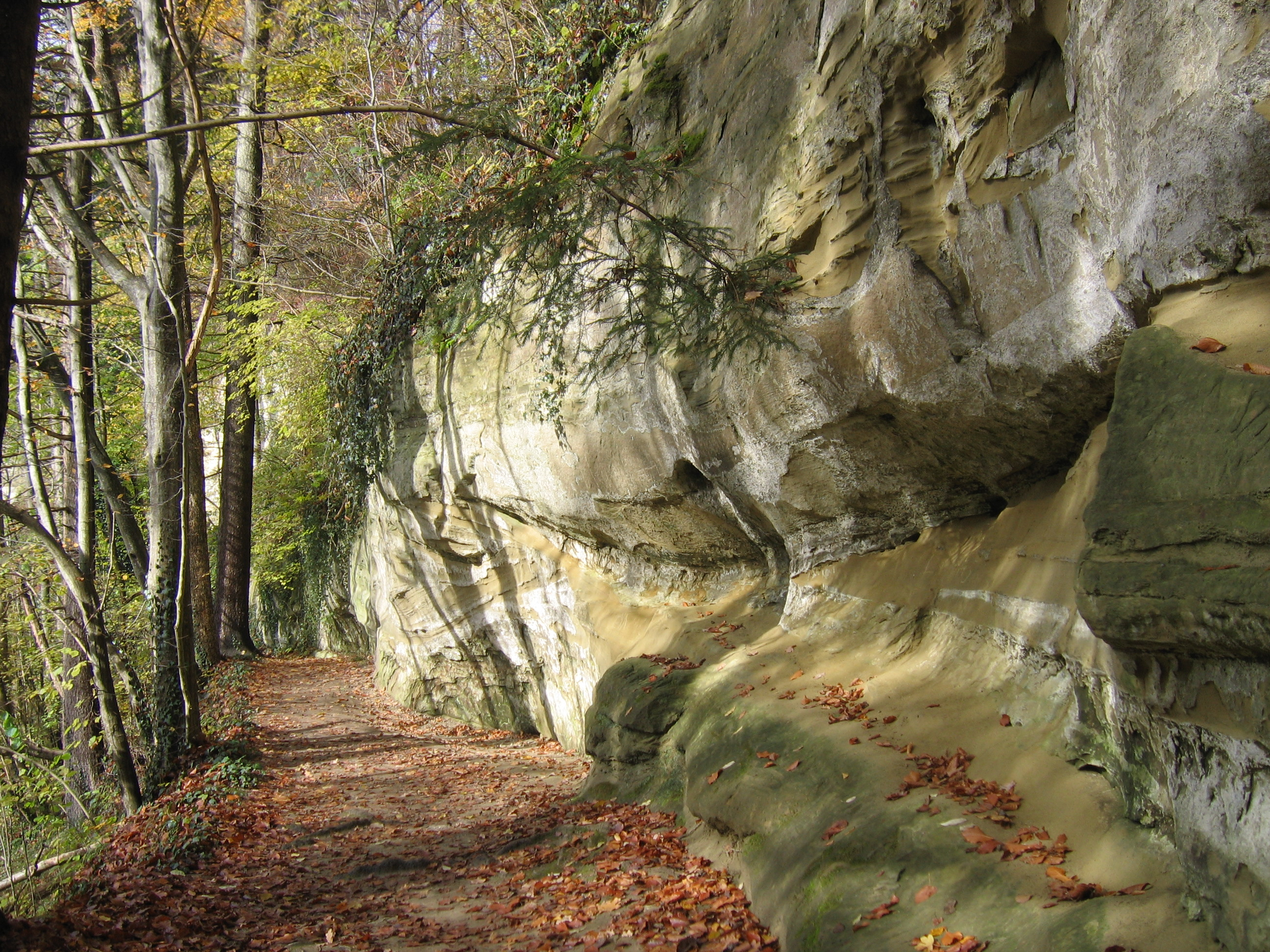
Aufschluss mit Alpen-Molasse im Tobel der Linzer Aach nördlich von Überlingen, Baden-Württemberg. Es handelt sich hier um einen Sandstein der Oberen Meeresmolasse (Miozän).

Molassesedimente werden, im Gegensatz zum überwiegend tiefmarinen Flysch, vorwiegend in terrestrischen oder flachmarinen Ablagerungsumgebungen sedimentiert, im Vorland eines Gebirges (Außenmolasse) oder in seinem Innern (Innenmolasse). Geröll, Sand, Schluff und Tone werden von den Flüssen aus Gebirgen ins Vor- und Rückland transportiert und dort abgelagert. Nahe dem Gebirgsrand herrschen Sandsteine und Konglomerate vor (letztgenannte auch in der Geologie, bei Flussablagerungen der Schwäbischen Alb und insbesondere in den Schweizer Alpen als Nagelfluh bezeichnet). Falls die Ausgangsgesteine Kalk enthalten, bilden sich z. B. Ablagerungen von Juranagelfluh oder feinere Ablagerungen wie Mergelgesteine. In größerer Entfernung von Gebirgen herrschen feinere Ablagerungen wie Feinsand oder Schluff vor.
Im Bereich einer Außenmolasse wechseln sich durch zeitweilige Meeresvorstöße vielfach Meeres- und Landsedimente ab. So bildeten sich im Vorland der Alpen durch Aussüßung die Süßwassermolasse mit fluvialen und limnischen Sedimenten und die Meeresmolasse mit mehr mariner Fazies, die aufgrund von großräumigen Meeresvorstößen und -rückzügen in eine Untere und Obere Meeresmolasse aufgeteilt sind, welche jeweils von der Unteren und Oberen Süßwassermolasse abgelöst werden. Die Ablagerungen der Meeresmolasse zeichnen sich zum Teil durch Fossilienreichtum aus, wie es beispielsweise bei der Erminger Turritellenplatte bei Ulm der Fall ist.
Gesteine einer Innenmolasse sind vorwiegend rötlich gefärbt und mit vulkanischen Ablagerungen vergesellschaftet.
Molassesedimente enthalten oft Reste von Pflanzen und anderen Fossilien. Vor allem in Sedimenten einer Außenmolasse kam es deshalb zur Bildung von Kohle (Ruhrgebiet) und biogenem Erdgas (etwa im Alpenvorland Oberbayerns und Oberösterreichs). Die tiefer liegenden Erdöl- und Erdgasvorkommen Südbayerns und Oberösterreichs entstammen dagegen aus dem unter den Alpen liegenden Fischschiefer des Oligozäns und gelangten erst durch Migration in die untersten, aus dem Obereozän stammenden Sandsteinschichten des Molassebeckens.
Ablagerungsräume der Außenmolasse entstehen in der Regel durch das Einsinken der Erdkruste im Vorland eines Deckenstapels durch dessen hohes Eigengewicht – die entsprechende Senke heißt daher auch Vorlandsenke oder Vorlandbecken. Infolge stetiger Absenkung kann ein Vorlandbecken Sedimentstapel mit mehreren tausend Metern Mächtigkeit aufnehmen. Innenmolassen lagern sich in kleinräumigeren Becken ab, die sich direkt in den Deckenstapel einsenken. Die Bildung dieser Becken resultiert in der Regel aus Dehnungsvorgängen, die verschiedene Ursachen haben können. Die Dehnungsvorgänge sind oft auch ursächlich für den Vulkanismus, der die Innenmolassesedimentation begleitet.

## Vorkommen

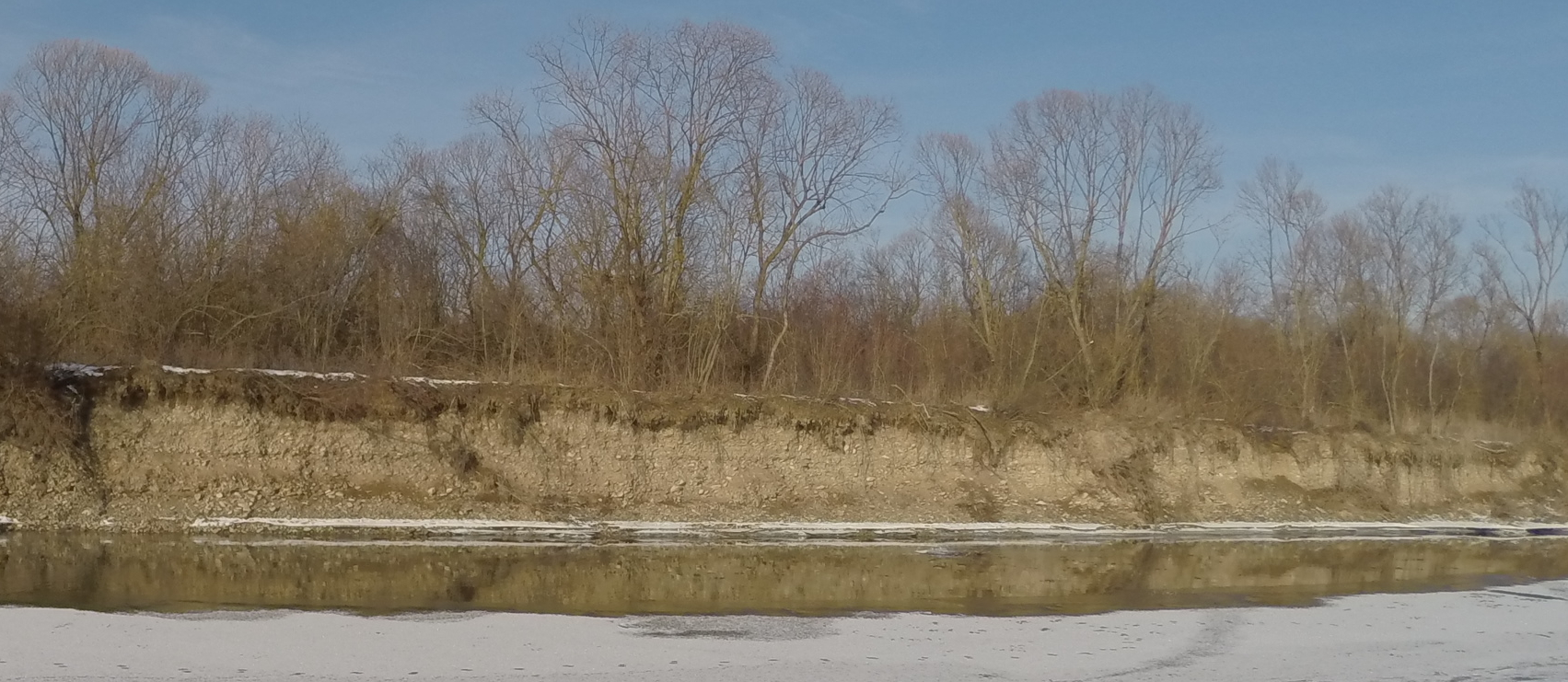
Miozäne Molasse, aufgeschlossen im Prallhang eines Flusses im Vorland der ukrainischen Karpaten

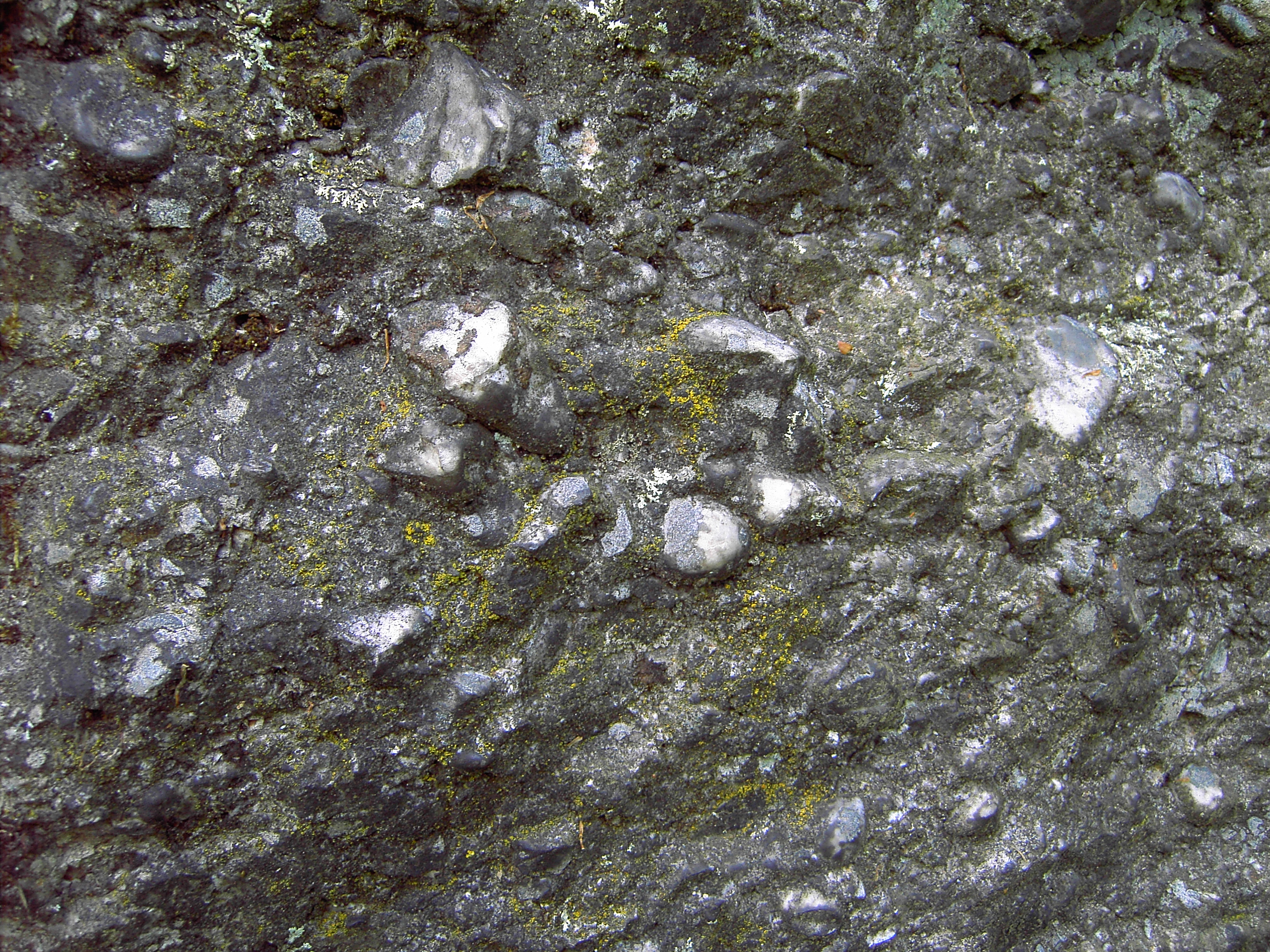
Dieses oberkarbonische Konglomerat aus dem Aachener Revier, das sogenannte „Gedauer Konglomerat“, gehört zu den ältesten Molassesedimenten des Variszischen Gebirges.

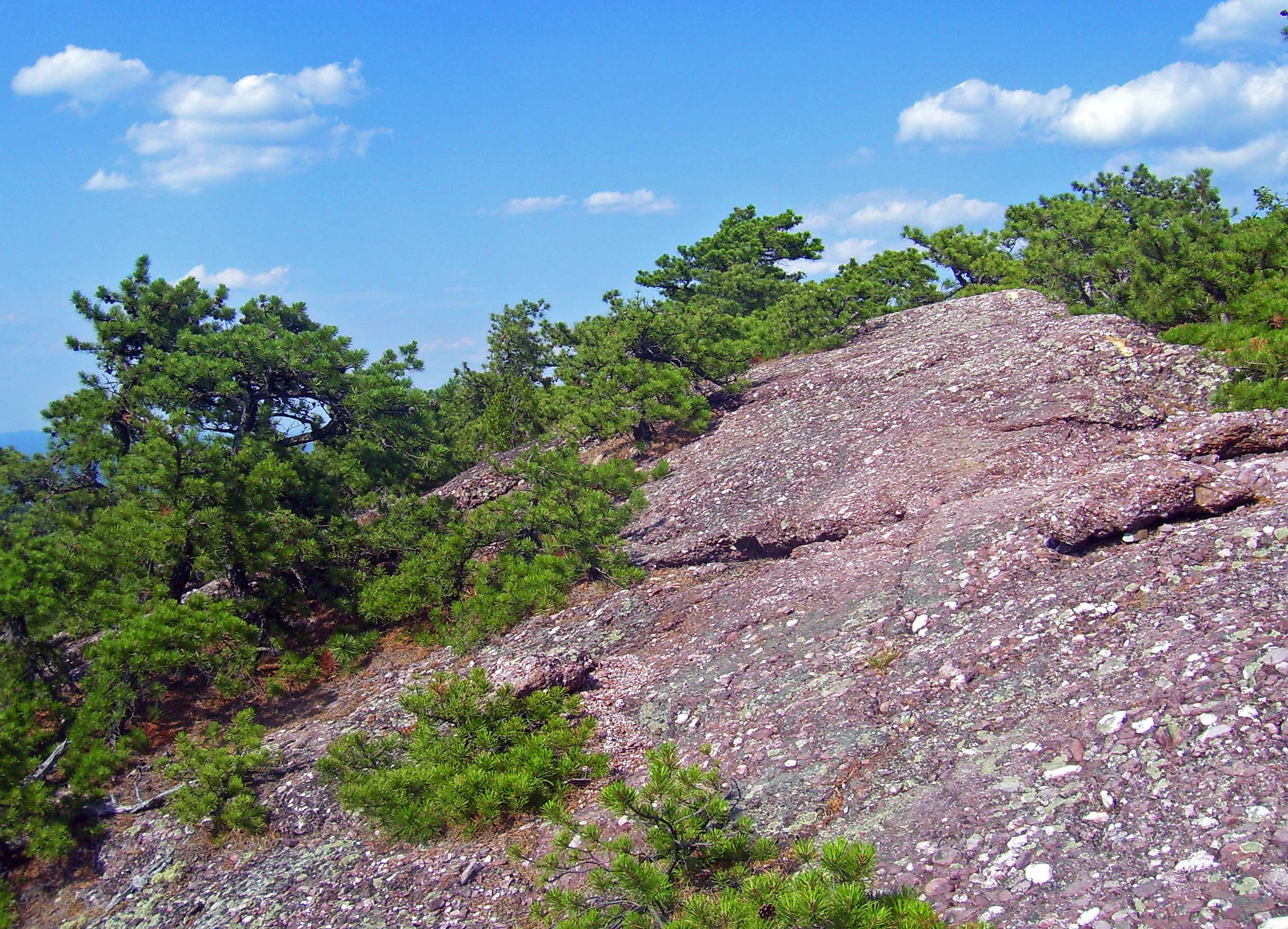
Ein mitteldevonisches Konglomerat, aufgeschlossen am Schunemunk Mountain in Orange County im US-Bundesstaat New York. Das sogenannte Schunemunk-Konglomerat gehört zur Molasse des Akadischen Faltengürtels, der heute ein Teil der Appalachen ist.

Bekannt ist das tertiäre Molassebecken im Vorland der Alpen, eine Außenmolasse. Die Molassesedimente der Alpen sind verbreitet in den französischen Voralpen, im Schweizer Mittelland sowie im deutschen und österreichischen Alpenvorland. Sie setzen sich in der karpatischen Vortiefe nach Osten fort und folgen dem Karpatenbogen. In den Alpen sind aber auch zahlreiche Innenmolasse-Vorkommen erhalten, so etwa im Plateau de Valensole, im Plateau de Chambaran oder im Klagenfurter Becken. Die Poebene enthält die Innenmolasse der Alpen, gleichzeitig ist sie die Außenmolasse des Apennin.
Obwohl die Pannonische Tiefebene von alpidischen Gebirgsketten eingeschlossen ist, sind ihre Ablagerungen aufgrund der Größe und der Entwicklungsgeschichte des Pannonischen Beckens nicht als Innen-, sondern als Außenmolasse anzusprechen.
Auch die Gebirge des südlichen Balkans sowie die Gebirgsinseln in der Ägäis haben ihre Molassesedimente.
Außenmolasse der Pyrenäen findet sich im Aquitanischen Becken in Südwestfrankreich sowie im Ebro-Becken in Nordspanien. Sie entstand ebenfalls im Tertiär (die Sedimentationsgeschichte des Aquitanischen Beckens beginnt allerdings bereits deutlich vor der Entstehung der Pyrenäen).
Ein Beispiel für ein Molassebecken außerhalb Europas sind die Muree- and Siwaliks-Formation des Subhimalayas, die als Außenmolasse bereits vom Himalaya überfahren und auf die quartären Sedimente überschoben werden, welche Ganges, Indus und Brahmaputra als bisher jüngste Molasse des Himalayas ablagern.
Beispiele für Molassesedimente höheren Alters sind die Abtragungsreste des Variszischen Gebirges aus dem jüngeren Oberkarbon und dem Perm (Rotliegend) in Frankreich, Belgien und Deutschland, so etwa im Saar-Nahe-Becken (Innenmolasse) und dem sich über das Becken von Namur, das Aachener Revier und das Ruhrgebiet erstreckende Kohlebecken (Außenmolasse). Ähnliche Sedimente finden sich auch an und in den Appalachen in den USA.